# 武豊郵便局

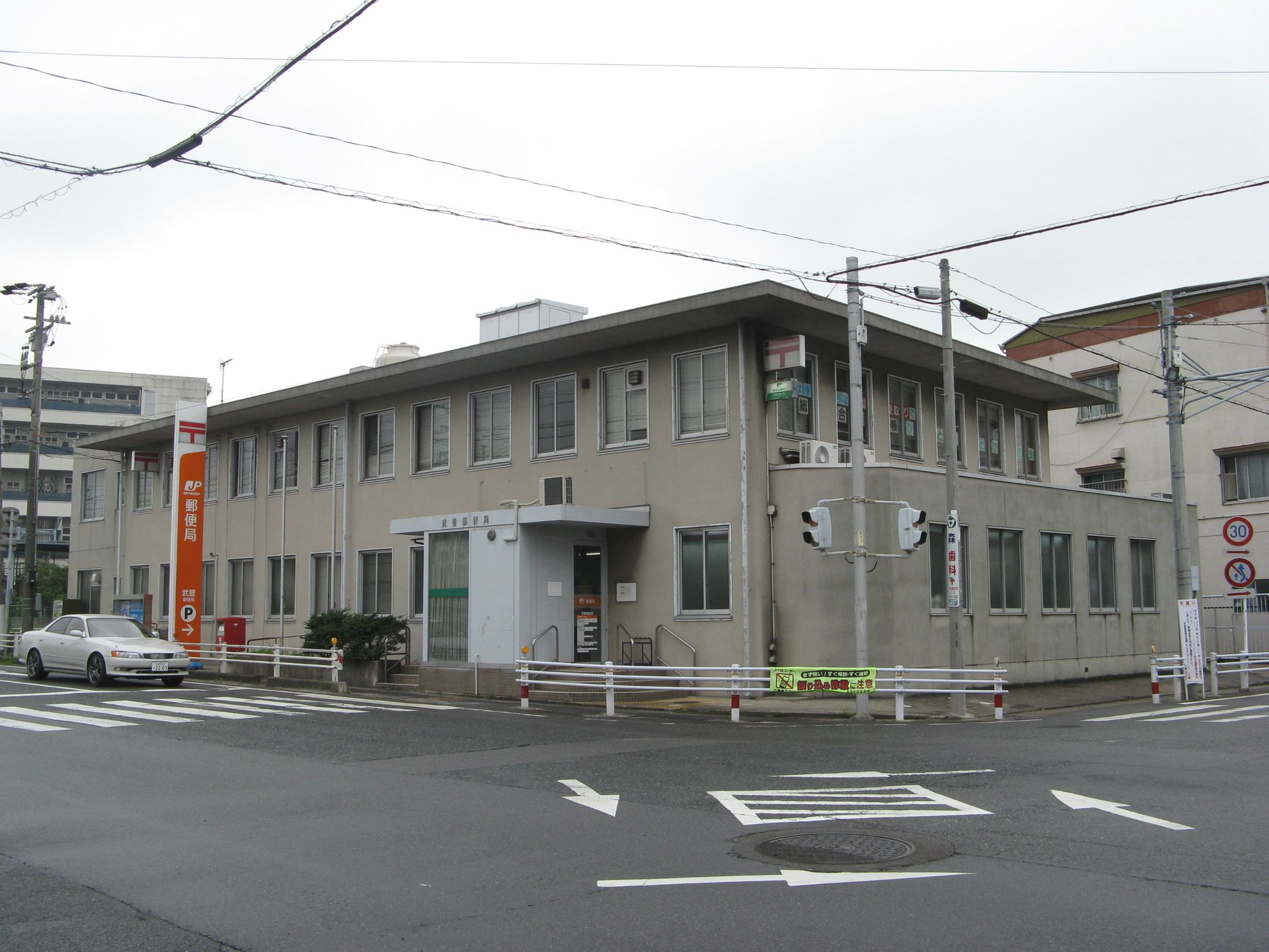
武豊郵便局（愛知県）旧局舎（2022年解体）

武豊郵便局（たけとよゆうびんきょく）は、愛知県知多郡武豊町にある郵便局。民営化前の分類では無集配特定郵便局であった。

## 概要
住所：〒470-2344 愛知県知多郡武豊町金下55-1
かつては集配郵便局であったが、2007年（平成19年）に集配業務を半田郵便局へ移管し、無集配郵便局となった。

## 沿革
- 1887年（明治20年）4月1日 - 武豊郵便局（三等）として開設[1]。
- 1892年（明治25年）3月16日 - 武豊郵便電信局となる。
- 1903年（明治36年）4月1日 - 通信官署官制の施行に伴い武豊郵便局となる。
- 1947年（昭和27年）1月1日 - 国際電報および内国欧文電報の受付・配達事務を開始[2]。
- 1966年（昭和41年）2月26日 - 電話交換、和文電報配達、欧文電報受付・配達、国際電報受付・配達の各業務を、武豊電報電話局に移管[3]。
- 1977年（昭和52年）8月1日 - 特定郵便局から普通郵便局に局種別改定。
- 1981年（昭和56年）11月 - 局舎落成。
- 1999年（平成11年） - 外国通貨の両替および旅行小切手の売買に関する業務取扱を開始。
- 2007年（平成19年）2月12日 - 半田郵便局へ集配業務を移管、無集配局となる[4]。
- 2007年（平成19年）10月1日 - 民営化。
- 2012年（平成24年）10月1日 - 日本郵便株式会社発足。
- 2022年（令和4年）4月11日 - 同一敷地内にて移転（局舎建て替え）[5]。

## 取扱内容
- 郵便、印紙、ゆうパック、内容証明
- 貯金、為替、振替、振込、国際送金、国債
- 生命保険、バイク自賠責保険
- ゆうちょ銀行ATM

## 周辺
- 武豊町立武豊小学校
- 日油衣浦工場
- 堀川

## アクセス
- JR武豊線 武豊駅から東へ100m、徒歩で約2分。
  - 駅前に武豊町コミュニティバス「JR武豊駅」停留所あり。
- 南知多道路 武豊ICから北東へ約3.5km、半田ICから南東へ約4.5km。
- 国道247号・愛知県道72号武豊小鈴谷線沿い、金下交差点付近。
- 駐車場あり：4台